# Invisible Children
Invisible Children è un'organizzazione no-profit fondata nel 2004 con lo scopo di diffondere consapevolezza sulle attività criminali del gruppo di guerriglieri ribelli LRA e del suo leader Joseph Kony. Il movimento è nato sotto la guida di Jason Russell, film-maker statunitense, in seguito ad un viaggio di questi insieme a due suoi amici in Uganda, (dove il gruppo LRA operava, per poi spostarsi in Congo nel 2006).
La base principale dell'organizzazione si trova a San Diego, in California.
L'organizzazione ha avviato una campagna chiamata Kony 2012 mediante internet e manifestazioni di piazza in tutto il mondo, con l'obiettivo di promuovere il movimento Stop Kony, la cui missione è di rendere famoso a livello internazionale Joseph Kony, ma anche e soprattutto di ottenere la cattura dello stesso entro la data del 31 dicembre 2012.
Nel dicembre 2014 il CEO della Ong, Ben Keesey, dichiara in una intervista a Good Magazine che le attività della organizzazione cesseranno nel 2015 . 
Nel 2011 Invisible Children aveva speso il 25% delle entrate in spese di viaggio e produzione video, contro un 30% di investimento in attività in Africa.  Nel 2013, le entrate del gruppo sono crollate a 5,5 milioni di dollari. Keesey ha spiegato che "una delle cose che abbiamo imparato sulla scia della campagna Kony 2012 è quanto fosse importante essere in grado di raccontare semplicemente la propria storia. E penso che non lo abbiamo fatto al meglio durante i contrattacchi dei media"